# Nephthyigorgia pinnata
Nephthyigorgia pinnata is een zachte koraalsoort uit de familie Nidaliidae. De koraalsoort komt uit het geslacht Nephthyigorgia. Nephthyigorgia pinnata werd in 1910 voor het eerst wetenschappelijk beschreven door Kükenthal. 